# Pommery
Champagne Pommery è un'azienda di champagne francese con sede a Reims.

## Storia

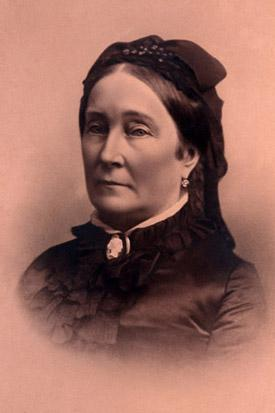
Louise Pommery

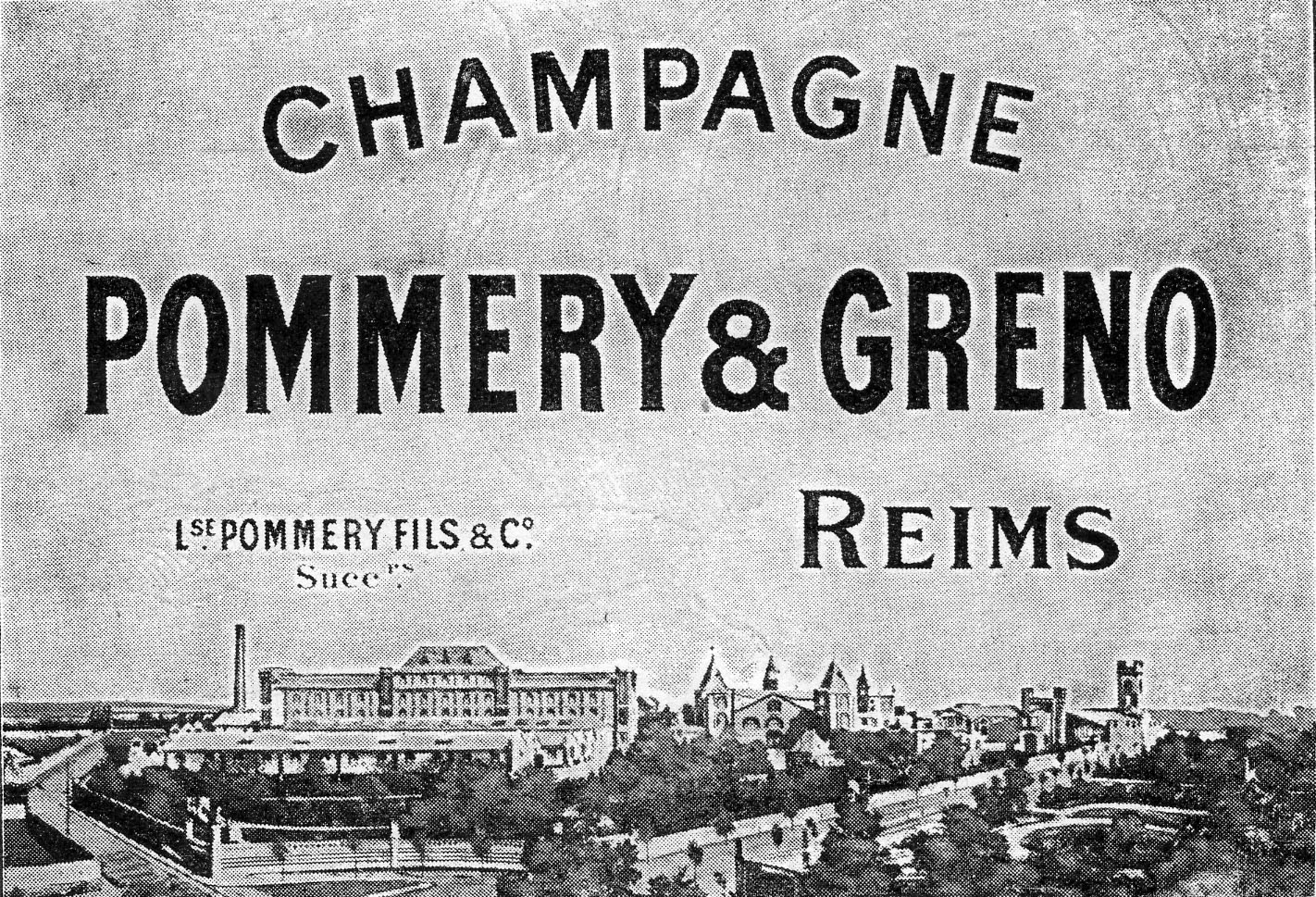
Pubblicità del 1923

La casa fu fondata nel 1836 da Alexandre Louis Pommery e Narcisse Greno, e trattava principalmente di commercio di lana.  Sotto la guida della vedova di Alexandre, Louise Pommery, la marca si dedicò alla produzione di champagne e presto si guadagnò un ruolo di primo piano tra le case di champagne della regione. Nel 1890 l'azienda passò sotto la direzione di Henry Vasnier.
Attualmente la Pommery è di proprietà della Vranken-Pommery Monopole (di Épernay).